# 金完洙
金完洙（韓語：김완수，1939年5月10日—），北韓政治人物和外交官，任職最高人民會議議長及朝鮮勞動黨中央委員會副部長。

## 生平
金完洙出生於咸鏡南道，後在金日成綜合大學畢業。1975年，他成為北韓駐聯合國代表部的一等秘書。1983年，晉升為駐聯合國代表。1985年南北紅十字會會談，金完洙被委任為代表。1987年，又出任駐尼日利亞大使館大使。1990年，已經返國的他被任命為外近部的無任所大使。兩年後，擔當民族和解協會副會長。
2002年，金完洙成為黨中央委員會的副部長。在隨後的一年，他在最高人民會議選舉中首次當選為代議員。2004年，被任命為祖國統一民主主義戰線的書記局局長。2009年，被提拔為最高人民會議的議長。同年，連任最高人民會議的代議員。2013年，被起用為6.15共同宣言實踐的北方籌備委員會委員長。2014年3月，第三度出任代議員一職。

## 資料來源
1. 1 2 3 4 5  .   [2014-04-05]. （原始内容存档于2020-06-16）.
2. ↑  "北 대남실세 김완수, 6·15북측위원장에 선출" （页面存档备份，存于） 《韓聯社》 2013 6 18